# سيكتوس الخامس

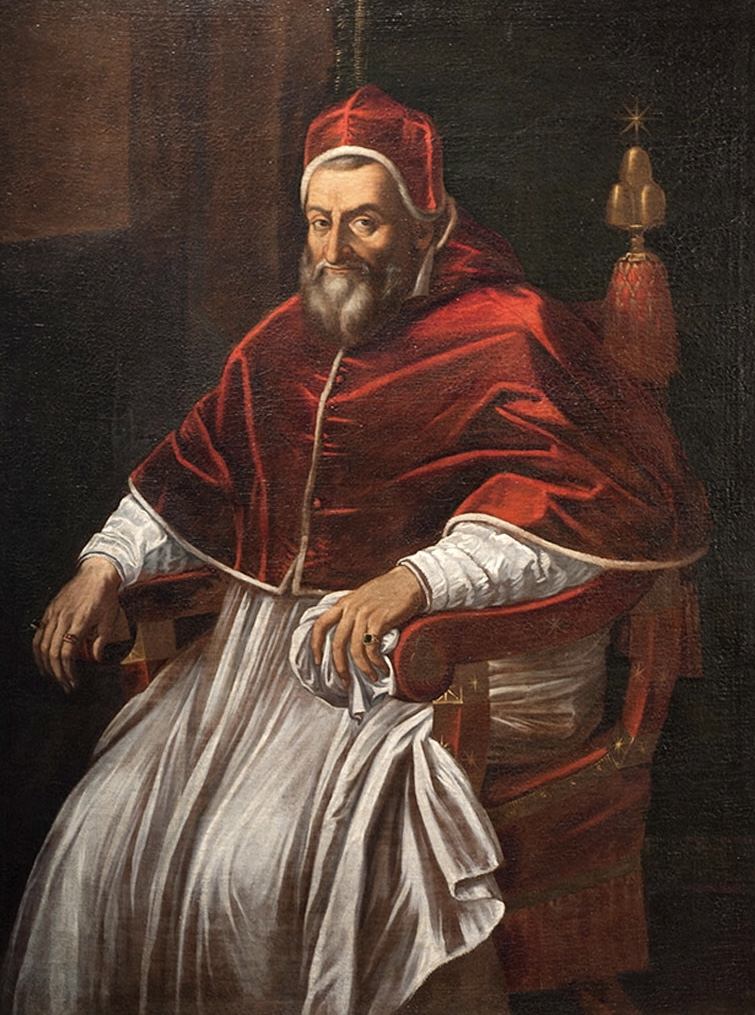
البابا سيكتوس الخامس

البابا سيكتوس الخامس (باللاتينية: Sixtus V) ـ (13 ديسمبر 1521 ـ 27 أغسطس 1590) ـ ولد باسم فيليتشي بيريتي دي مونتالتو (بالإيطالية: Felice Peretti di Montalto) هو بابا الكنيسة الكاثوليكية بين عامي 1585 و1590.

## روابط خارجية
- سيكتوس الخامس على موقع الموسوعة البريطانية (الإنجليزية)
- سيكتوس الخامس على موقع إن إن دي بي (الإنجليزية)